# HNLMS Van Galen (G84)
HNLMS «Ван Гален» (G84) (англ. HNLMS Van Galen (G84) — військовий корабель, ескадрений міноносець типу «N» Королівських військово-морського флотів Великої Британії та Нідерландів за часів Другої світової війни та в післявоєнний час.
HMS «Ноубл» був закладений 10 липня 1939 на верфі компанії William Denny and Brothers, Дамбартон. Однак, 18 березня 1941 року корабель разом з однотипним «Нонперейл» (G16) перейменованого на HNLMS «Тьорк Хіддес» проданий за тендерною ціною £400 684 голландському урядові. 20 лютого 1942 року увійшов до складу Королівських ВМС Нідерландів.

## Історія
HNLMS «Ван Гален» відразу після вступу до строю був переданий ВМС Голландії, що перебувала під німецькою окупацією. У травні 1942 есмінець увійшов до складу 7-ї флотилії есмінців британського Східного флоту. Брав участь у вторгненні на Мадагаскар у вересні 1942 року. З жовтня 1942 по січень 1944 року брав участь у бойових діях у складі оперативної групи 7-го флоту США (TF 71.4), з базуванням на австралійський порт Фрімантл.
З 18 до 24 лютого 1943, разом з однойменним есмінцем «Нонперейл» та крейсерами австралійським «Аделаїда» і голландським «Тромп» брав участь в операції «Памфлет», з перевезення 9-ї австралійської дивізії з Близького Сходу до Австралії, у зв'язку із загрозою японського вторгнення на континент.
З лютого 1944 року повернувся до Східного флоту Британії. Залучався до підтримки й супроводження авіаносних груп, що завдавали ударів по позиціях та об'єктах японських військ у Сабангу (операція «Кокпіт»), Сурабаї (операція «Трансом») та Порт-Блер.
У жовтні 1944 року есмінець брав участь в артилерійських обстрілах Нікобарських островів в Індійському океані. У листопаді того року корабель повернувся до берегів Британії, де увійшов до 8-ї флотилії есмінців. З листопада 1944 до лютого 1945 супроводжував кораблів та судна, після чого встав на ремонт до доків Саутгемптона. У червні 1945 після модернізації увійшов до знов створених ВМС Нідерландів.
У 1951—1952 роках брав участь у подіях Корейської війни. Виведений зі складу голландського флоту у жовтні 1956 та проданий на металобрухт 8 лютого 1957 року.

## Відео
- 1951, HR Ms Van Galen (G84 -D804) joins the UN Korean fleet [Архівовано 10 квітня 2017 у Wayback Machine.]